# Patatrac (film)
Patatrac è un film del 1931 diretto da Gennaro Righelli.